# أبو معمر يحيى طباطبا

أبو معمر يحيى طباطبا هو أبو معمر يحيى بن محمد بن القاسم بن محمد بن إبراهيم طباطبا بن إسماعيل الديباج بن إبراهيم بن الحسن المثنى بن الحسن بن علي بن أبي طالب. وهو نسابة شهير، و كان من فضلاء الحسنيين من أهل بغداد، كما كان شاعراً وأديباً. وقد توفي سنة 199 هـ.

## مؤلفاته
ألف كتاب أبناء الإمام في مصر والشام في المائة الثانية بناءً على طلب جمهرة من الناس لما كثر مدعوو النسب إلى آل البيت.